# Amazone de Prêtre
Amazona pretrei
Espèce
Statut de conservation UICN

 VU A2cd+3cd+4cd : Vulnérable
Statut CITES
L'Amazone de Prêtre (Amazona pretrei) est une espèce de perroquets du genre Amazona dont elle est l'une des plus menacées.

## Description
L'Amazone de Prêtre mesure environ 32 cm. Son plumage présente une coloration de base vert vif avec un effet ondulé produit par la bordure noire des plumes. Les yeux sont entourés par des cercles oculaires blancs mais sont englobés dans une zone rouge vif qui comprend également le front. Cette coloration se retrouve au niveau des culottes et marque également les épaules.

## Répartition
L'aire de répartition de l'Amazone de Prêtre s'étend du sud de la région brésilienne du Rio Grande à la province argentine de Misiones mais couvre aussi l'Uruguay et le sud-est du Paraguay.

## Régime alimentaire
Les fruits de l'Araucaria constituent la base de son régime alimentaire.

## Conservation
La destruction presque totale des forêts d'araucarias, habitat caractéristique de ce Psittacidae en raison de son alimentation, associée à des captures massives d'oiseaux ont conduit cette espèce au bord de l'extinction. La population sauvage de cette espèce serait en effet actuellement comprise entre 7 500 et 8 000 individus.